# خسروشيرين (مقاطعة آباده)
خسروشيرين (بالفارسية: خسروشیرین) هي منطقة سكنية تقع في الناحية المركزية, مقاطعة آباده في إيران. يقدر عدد سكانها بـ 1,835 نسمة.